# Лётное училище
Лётное училище — высшее или средне-техническое учебное заведение, производящее подготовку лётно-подъёмного состава.
Летно-подъемный состав — специалисты, непосредственно участвующие в полете воздушного судна в качестве членов экипажа, — лётчики (пилоты и штурманы), лётчики-наблюдатели, воздушные стрелки, радисты, бортинженеры, борттехники, бортмеханики. В гражданской авиации членом экипажа может выступать бортпроводник.
Лётные училища в СССР делились на:
- гражданские — готовящие пилотов для гражданской авиации — средние (лётное училище гражданской авиации — ЛУГА) и высшие (ВЛУГА);
- военные — готовящие лётчиков для военной авиации — средние (военное авиационное училище лётчиков — ВАУЛ) и высшие (ВВАУЛ).

Подготовка лётно-технического состава во всех училищах Советского Союза проводилась бесплатно, курсанты получали офицерскую военную подготовку и заканчивали обучение в чине младшего лейтенанта.
В последние годы для обозначения российских высших военных лётных училищ использовали термин военный авиационный институт (ВАИ). В 2011 году система военного авиационного образования была централизована путём создания единого ядра управления — «Военного учебно-научного центра Военно-воздушных сил „Военно-воздушной академии имени проф. Н. Е. Жуковского и Ю. А. Гагарина“ (г. Воронеж)»

## История

### В Российской империи
Первым летным военным учебным заведением в России стала Севастопольская военная авиационная школа ведущая свою историю от Севастопольской офицерской школы авиации созданной по Высочайшему соизволению Николая II Великим князем Александром Михайловичем 21 ноября 1910 года. Практически одновременно на базе Учебного воздухоплавательного парка, располагавшегося на Волковом поле на южной окраине Санкт-Петербурга была создана Офицерская воздухоплавательная школа.

### В Советском Союзе
После создания гражданской авиации СССР (9 февраля 1923 года) появилась потребность подготовить значительное количество пилотов гражданской авиации. Первоначальную подготовку взяли на себя многочисленные аэроклубы и школы Осоавиахима.
В 1935 г. на базе одной из них, 1-й объединённой школы пилотов и авиатехников Гражданского воздушного флота (ГВФ),  в г. Батайске Ростовской области были организованы Курсы высшей лётной подготовки (КВЛП). Им была поставлена задача «переподготовки пилотов по самолётовождению, по приборам, по радио, ночью и в затруднительных метеорологических условиях, а также переподготовки пилотов в высший класс и на тяжёлые самолёты».

#### Формирование учебных заведений
Летом 1939 года в связи с обострением международной обстановки все школы ГВФ, в том числе Батайская, были переданы ВВС РККА, а КВЛП перевели в  Минеральные Воды.
16 декабря 1940 года были организованы  41-я отдельная учебная авиаэскадрилья ГВФ в г. Актюбинске (Казахстан), 121-я отдельная учебная авиаэскадрилья ГВФ  в г. Гомеле (Белоруссия), 16-я Отдельная учебная эскадрилья ГВФ с базированием в г. Первомайске Одесской области.
Во время Великой Отечественной войны все авиашколы были перепрофилированы для подготовки военных лётчиков. В октябре 1941 года в связи с приближением линии фронта к Ростову КВЛП перебазировали в Ташкент, поручив ей подготовку экипажей на самолёты Ли-2.
2 марта 1943 года была создана Исиль-Кульская авиашкола первоначального обучения ГВФ, позднее перебазированная в г. Сасово Рязанской области. В июне 1947 г. было создано Сасовское лётное училище гражданской авиации.
В мае 1944 года КВЛП вернулись в Минводы, в 1947 г. курсы были реорганизованы в Школу высшей летной подготовки (ШВЛП), начав подготовку экипажей ГВФ на новый самолёт Ил-12. Затем Школу перебазировали в г. Бугуруслан Оренбургской области, где в 1951 г. было создано отдельное Бугурусланское лётное училище гражданской авиации, а сама Школа с 1950 г.  стала базироваться в г. Ульяновске, после ряда преобразований превратившись в 1992 г. в Ульяновское высшее авиационное училище гражданской авиации.  Первомайская школа в 1948 г. стала основой Краснокутского лётного училища гражданской авиации.
В 1955 г. в Ленинграде было основано Высшее авиационное училище ГВФ.
1 июля 1960 года на Украине было основано Кременчугское лётное училище гражданской авиации, и тогда же на базе расформированного в 1960 году Кировоградского военного авиационного училища лётчиков дальней авиации (60-е высшее авиационное училище лётчиков ВВС) была создана Кировоградская школа высшей лётной подготовки ГВФ (г. Кировоград, Украина),  Она была реорганизована в 1978 году в Кировоградское высшее лётное училище гражданской авиации.
В 1975 г. в Казахстане было основано Актюбинское высшее лётное училище гражданской авиации.
В 1980 г, Ульяновская ШВЛП была упразднена, а на её основе был создан «Ордена Ленина Центр совместного обучения лётного, диспетчерского и технического персонала ГА стран членов СЭВ». Это было основное и единственное учебное заведение в СССР, занимавшееся переподготовкой лётного состава с одного типа воздушных судов на другой.

#### Система учебных заведений лётного состава
Таким образом, в СССР к началу 1980-х годов пилотов самолётов для гражданской авиации готовили 8 учебных заведений, из них 4 – высших: в Ульяновске, Ленинграде, Актюбинске и Кировограде. Ежегодно они выпускали около двух тысяч специалистов, которые начинали летать вторыми пилотами Ан-2, через несколько лет становились командирами этого самолета, а затем пилоты допускались к переподготовке на самолёты Ан-24 и Як-40. Получив опыт работы на них, пилоты могли пройти переподготовку для работы на машинах второго и первого класса – Ту-134, Як-42 и Ту-154, Ил-62, Ил-86.
Такая многоступенчатая система подготовки и проверки обеспечивала высокую квалификацию лётного состава и считалась одной из лучших в мире.

#### Техническая база и типы самолётов
Путь многих лётчиков в авиацию начинался в аэроклубах Осоавиахима, затем ДОСААФ, разбросанных по всем крупным городам и даже сельской местности.
Первоначально подготовка пилотов велась на самолетах Р-1, У-2, а высшую подготовку проводили на самолетах Ант-9, Ант-4, СБ, ПС-84.
В 1941 году началась подготовка пилотов для транспортных самолётов Ли-2.
В 1947 году началось освоение самолёта Ил-12.
С 1955 года начата подготовка лётного состава, в том числе иностранных экипажей из ГДР, на самолёты Ил-14, а в 1958 году – на пассажирские самолёты с газотурбинными двигателями Ан-10 и Ил-18. Ил-14 в Ульяновске осваивали лётчики из Болгарии, Румынии, Венгрии, после поступления в авиаотряды Ил-18 и Ан-10 началось обучение пилотов из Гвинеи, Мали, Ганы и других стран Азии и Африки.
В начале 1960-х годов началось освоение первого советского реактивного гражданского самолета Ту-104.
С 1962-го по 1972 год в Ульяновской ШВЛП были освоены самолеты Ту-124, Ту-134, Ту-154, Ан-24.
В лётных училищах 1970-х годов курсанты начинали летать на Як-52, Як-50. В училищах гражданской авиации обучались на знаменитой «табуретке»: так называли Як-18Т. В училищах ВВС для  первоначального обучения использовали чешские L-29, а затем и L-39, причем последний унифицировано использовали все военные лётчики социалистических стран.
Як-18Т выпускался на Смоленском авиазаводе серийно с 1973-го по 1983 год, за это десятилетие в училища гражданской авиации было поставлено 536 машин. В 1988 году Министерство гражданской авиации сняло машины с эксплуатации, более половины из них было утилизировано.

## Лётные училища России
В настоящее время в России функционируют следующие лётные училища:

### Гражданская авиация
- Санкт-Петербургский государственный университет гражданской авиации
  - Бугурусланское лётное училище гражданской авиации имени П. Ф. Еромасова (c 2008 года — филиал СПбГУГА)
  - Якутское авиационное техническое училище гражданской авиации имени В. И. Гришукова
  - Красноярский филиал СПбГУГА имени В. С. Молокова
- Ульяновский институт гражданской авиации имени Главного маршала авиации Б. П. Бугаева
  - Краснокутское лётное училище гражданской авиации имени заслуженного пилота СССР И. Ф. Васина (с 2008 года — филиал ФГБОУ ВО УИГА)
  - Сасовское имени Героя Советского Союза Тарана Г. А. лётное училище гражданской авиации (с 2008 года — филиал ФГБОУ ВО УИГА)
  - Омский лётно-технический колледж гражданской авиации имени А. В. Ляпидевского (с 2008 года — филиал ФГБОУ ВО УИГА)

#### Авиалесоохрана
- Авиационный учебный центр ФБУ «Центральная база авиационной охраны лесов Авиалесохрана» занимается подготовкой летчиков-наблюдателей (член экипажа не осуществляющий управление воздушным судном).

### ВВС
- «Военный учебно-научный центр Военно-воздушных сил „Военно-воздушная академия имени проф. Н. Е. Жуковского и Ю. А. Гагарина“ (г. Воронеж)»
  - Факультет боевого управления авиацией и управления воздушным движением (г. Краснодар)
    - «Эксплуатация воздушных судов и организация воздушного движения»
    - (Кущевская, Котельниково, Тихорецк)

  - Факультет истребительной авиации (г. Армавир)
    - «Летная эксплуатация и применение авиационных комплексов (истребительная авиация)»
    - (Армавир, Майкоп)

  - Факультет фронтовой бомбардировочной и штурмовой авиации (г. Борисоглебск)
    - «Летная эксплуатация и применение авиационных комплексов (фронтовая бомбардировочная и штурмовая авиация»
    - (Борисоглебск, Мичуринск)

  - Факультет дальней и военно-транспортной авиации (г. Балашов)
    - «Летная эксплуатация и применение авиационных комплексов (дальняя и военно-транспортная авиация)»
    - (Балашов, Ртищево)

  - Факультет армейской авиации (г. Сызрань)
    - «Летная эксплуатация и применение авиационных комплексов (армейская авиация)», «Летная эксплуатация летательных аппаратов»
    - Сызрань (Троекуровка), Саратов (Сокол)

  - Факультет подготовки штурманов (г. Челябинск)
    - «Летная эксплуатация и применение авиационных навигационных комплексов (для всех родов авиации)»
    - Шагол

Подверглись сокращению или перепрофилированы:
- Ейское высшее военное авиационное ордена Ленина училище (военный институт) им. дважды Героя Советского Союза лётчика-космонавта СССР В. М. Комарова (расформировано в 2011 г.)
- Курганский военный авиационный институт Федеральной пограничной службы Российской Федерации — образован 26 декабря 1995 года. С августа 1996 года — Курганский военный институт ФПС России. В учебном заведении готовили авиационных специалистов с высшим образованием для ФПС России по четырём инженерным и трем лётным специальностям. С 24 октября 2003 года — Курганский пограничный институт ФСБ России.
- Ставропольское высшее военно-авиационное училище лётчиков и штурманов ПВО имени маршала авиации В. А. Судца (в 1993 перепрофилировано на наземные специальности, в 2009 перебазировано в Воронеж, расформировано в 2010 г.)
- Пермское ВАТУ им. Ленинского комсомола[3] (расформировано 1999 г.)
- Барнаульское высшее военное авиационное училище лётчиков имени Главного маршала авиации К. А. Вершинина (расформировано в 1999 г.)
- Качинское высшее военное авиационное ордена Ленина Краснознамённое училище лётчиков им. А. Ф. Мясникова (расформировано в 1998 г.)
- Курганская авиационная школа пилотов ГВФ (в/ч 30024)
- Оренбургское высшее военное авиационное Краснознаменное училище лётчиков имени И. С. Полбина (расформировано в 1993 г.)
- Офицерская воздухоплавательная школа
- Саратовское высшее военное авиационное училище лётчиков (расформировано в 1991 г., два учебных вертолётных полка вошли в состав Сызранского ВАИ)
- Сталинградское военно-авиационное училище летчиков (расформировано 23 февраля 1950 года)
- Таганрогская военная школа пилотов имени В. П. Чкалова
- Тамбовское высшее военное авиационное училище лётчиков имени М. М. Расковой (расформировано в 1995 г.)
- Троицкая военно-авиационная школа механиков, летная специальность — стрелок-радист ИЛ-2.
- Уфимское высшее военное авиационное училище лётчиков (расформировано в 1999 г.)
- Шадринское военное авиационное училище штурманов (расформировано в 1960 году)
- 3-я авиашкола первоначального обучения (расформирована в 1945 году)
- Калужское авиационное лётно-техническое училище Центрального Совета ДОСААФ России

В других республиках СССР:
- Актюбинское высшее летное училище гражданской авиации
- Волчанское авиационное училище летчиков ДОСААФ
- Ворошиловградское высшее военное авиационное училище штурманов имени Пролетариата Донбасса
- Всеукраинская школа лётчиков (1931—1937)
- Кировоградское высшее лётное училище гражданской авиации
- Кременчугское летное училище гражданской авиации
- Полтавская высшая школа штурманов ВВС (укр.)
- Харьковское высшее военное авиационное училище лётчиков имени дважды Героя Советского Союза С. И. Грицевца
- Черниговское высшее военное авиационное училище лётчиков имени Ленинского комсомола
- 5-е Центральные курсы по подготовке и усовершенствованию авиационных кадров

## Современное состояние
Ежегодное убытие пилотов из российских авиакомпаний (уход на пенсию, списание с лётной работы по здоровью и т. д.) составляет 400—500 человек, тогда как ежегодный выпуск таких специалистов учебными заведениями на 2006 год составлял около 200 человек (в 6 раз меньше, чем в 1990).
Катастрофически (в 15 раз по сравнению с 1990 годом) сократился парк воздушных судов лётных училищ: по состоянию на 2011 год он насчитывал 42 единицы, из них в Бугурусланском летном училище 11 самолётов Ан-2, в Сасовском 15 Ан-2, в Краснокутском 13 Ан-2, в Омском лётно-техническом колледже 3 вертолёта Ми-8Т. Для сравнения, в 1990 году парк воздушных судов насчитывал: в Бугурусланском училище 157 единиц (80 Ан-2, 60 Як-18, 17 Як-40), в Сасовском 245 (120 Ан-2, 100 Як-18, 25 Л-410), в Краснокутском 180 (90 Ан-2, 90 Як-18Т), в Омском 87 (72 Ан-2, 12 Ми-8Т).
В 2011—2012 годах планировалось закупить для лётных училищ 60 самолётов Як-18Т (серии 36).
Существовали планы выпуска 30 самолётов «Рысачок» для Ульяновского лётного училища, ориентировочная стоимость одного самолёта составляла около $1,5 млн.. Однако в 2012 году из-за конфликта между Ульяновским лётным училищем и компанией «Техноавиа» работы по проекту были прекращены. В 2012 году Росавиацией заключено четыре контракта на поставку в срок до марта 2013 года 13 однодвигательных самолётов иностранного производства в Санкт-Петербургский университет гражданской авиации и 15 самолётов иностранного производства в Ульяновское высшее авиационное училище гражданской авиации на общую сумму более 4,125 млрд руб.

### Учебные дисциплины
- Самолётовождение
- Правила радиообмена[5][6]